# Alois Strasser
Alois Strasser, též Alois Straßer (17. září 1806 Jenbach – 18. července 1865 Hall in Tirol), byl rakouský právník a politik německé národnosti z Tyrolska, během revolučního roku 1848 poslanec Říšského sněmu.

## Biografie
Pocházel z rodiny z tyrolského Hallu. Jeho otec se zde zasloužil o rozvoj hutnického průmyslu. Alois vystudoval práva. Vstoupil pak do státní služby. Postupně dosáhl postu rady vrchního zemského soudu v Innsbrucku. V roce 1854 odešel do privátní sféry a působil jako advokát. Advokacii se věnoval až téměř do své smrti.
Během revolučního roku 1848 se zapojil do politického dění. Ve volbách roku 1848 byl zvolen na rakouský ústavodárný Říšský sněm. Zastupoval volební obvod Wilten v Tyrolsku. Uvádí se jako zemský rada. Patřil ke sněmovní levici. Podle jiného zdroje zasedl na sněmu na pravé centrum, mezi Hieronymem von Klebelsbergem a Andreasem Gredlerem. Byl členem sněmovního výboru pro školské otázky a pro otázky vojenské konskripce. Od 17. srpna do 14. září 1848 zastával i funkci druhého místopředsedy Říšského sněmu. Získal si značný vliv a pozornost a novináři ho označovali za budoucího ministra spravedlnosti. V parlamentu interpeloval ministra financí ohledně novinového kolku odváděného státní pokladně.
V roce 1848 byl též velitelem zemské domobrany, nejprve u arcivévody Jana Habsbursko-Lotrinského, pak u generála von Roßbacha.
Po porážce revoluce se stáhl z politického života a věnoval se právní činnosti, později advokacii.
V březnu 1860, v době obnovování ústavního života v monarchii, ho císař povolal do Rozmnožené Říšské rady (panovníkův státní poradní sbor, nikoliv ještě parlamentního typu). Zapojil se zde například do debat o tyrolském zemském četnictvu. Mluvil také k otázkám daně z vína a piva či tabákového monopolu.
Zastával funkci starosty Hallu. Byl též okrajově literárně činný. Psal novely na náměty života venkovského lidu v Tyrolsku. Odkázal 40 000 zlatých na dobročinné účely.